# چاقوماهی سلطنتی
چاقوماهی سلطنتی (نام علمی: Chitala blanci) نام یک گونه از سرده پشت‌پره‌ای‌های آسیایی است.